# João, o Menino Mais Rico do Mundo
João, o Menino Mais Rico do Mundo é o livro infantil do escritor brasileiro Francisco Abreu e ilustrador André Coelho, foi lançado em 2 de junho de 2015 pela editora Terceiro Nome, foi baseado na peça teatral homônimo de 2012.

## Descrição
João é um garoto pobre. Não tinha computador, videogame, brinquedos nem livros. Mas ele não sentia falta de nada disso, porque o que mais ele desejava era ter um pai.

## Adaptações
Em 2024, o livro foi adaptado para uma série de televisão com título, produzida pela Na Laje Filmes e estreou na Nickelodeon em 19 de fevereiro.